# Daewoo LeMans
Daewoo LeMans – samochód osobowy klasy kompaktowej produkowany pod południowokoreańską marką Daewoo w latach 1986–1994.

## Historia i opis modelu

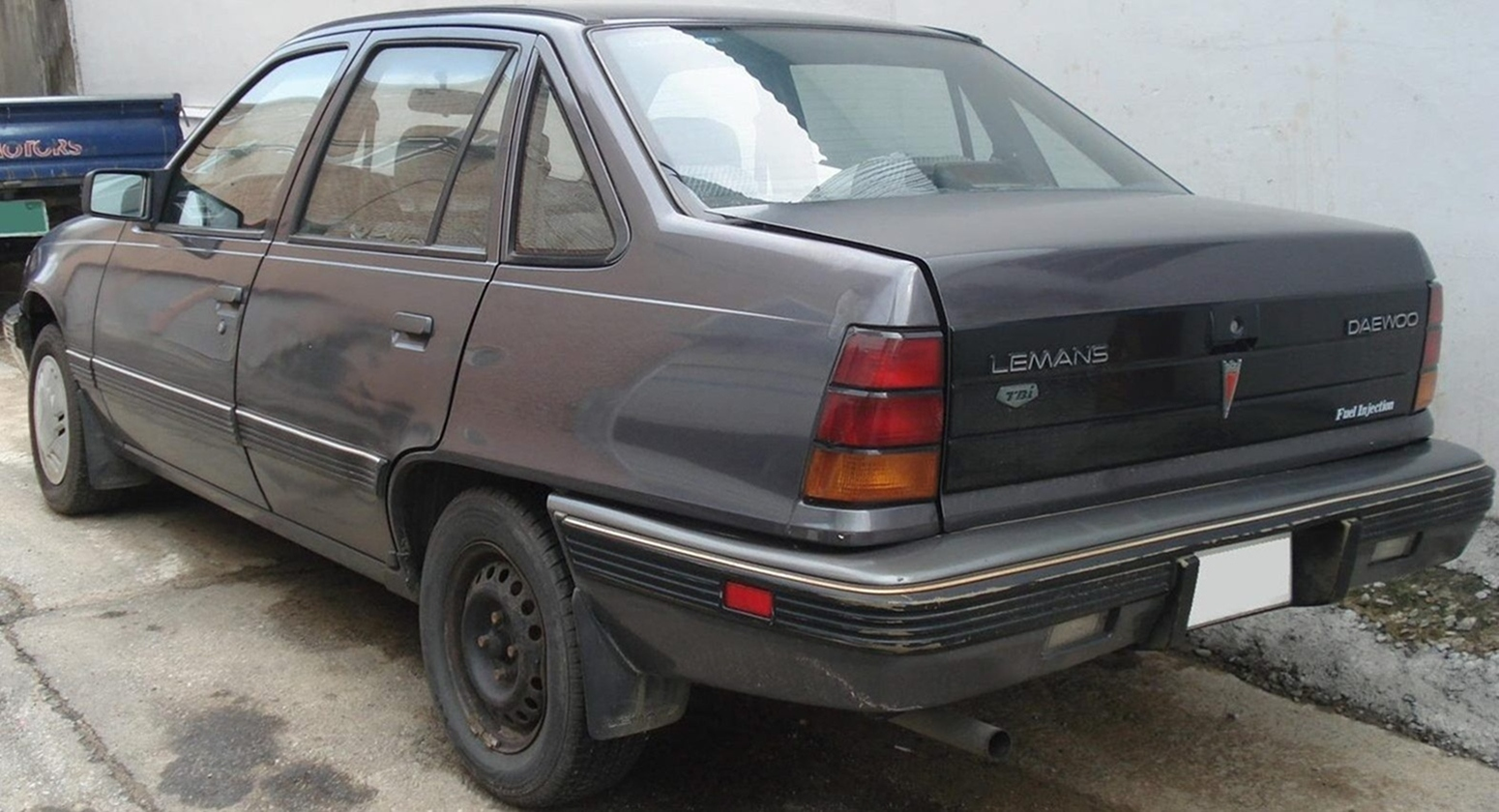
Daewoo LeMans - tył

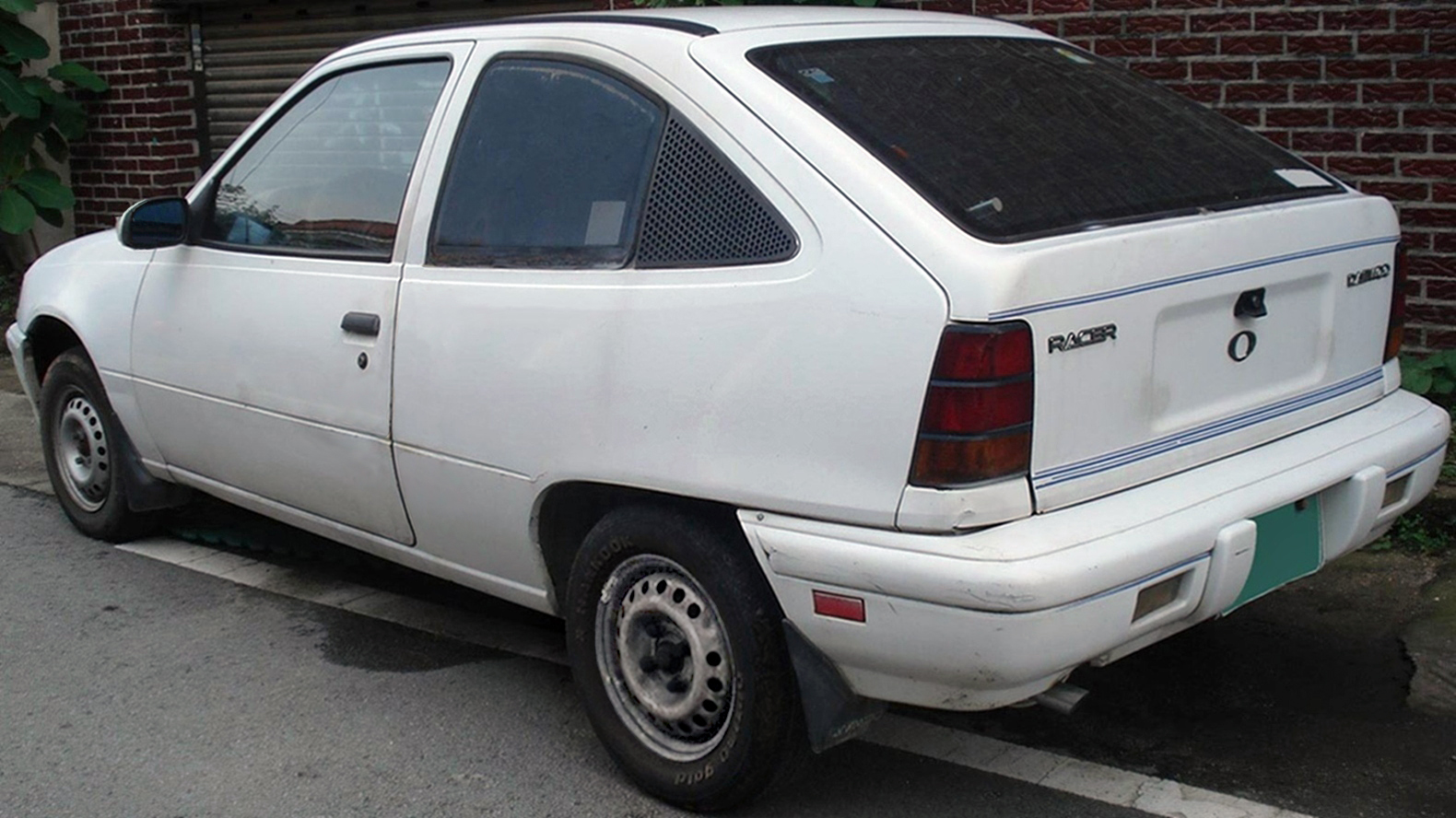
Daewoo LeMans Hatchback

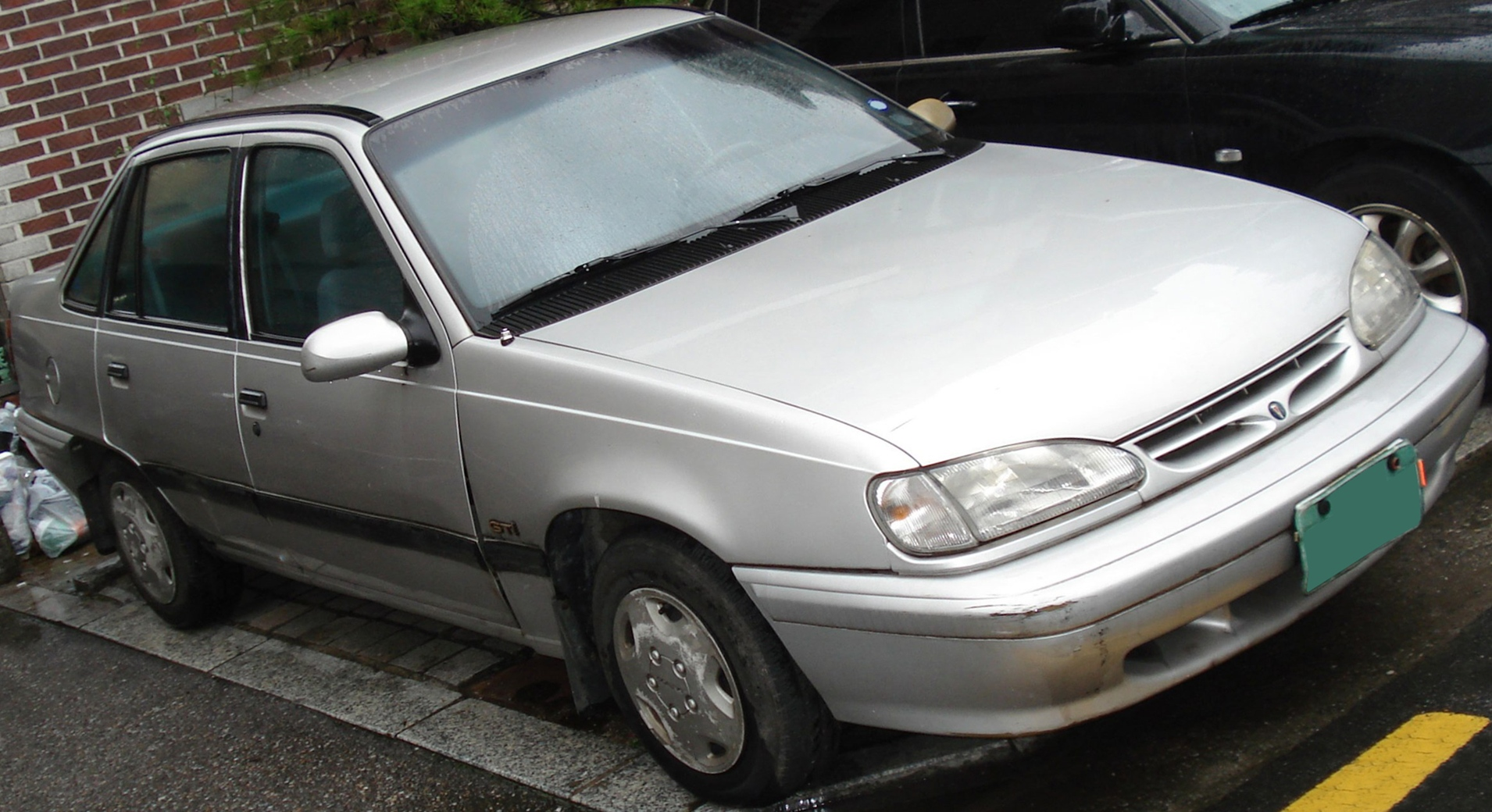
Daewoo LeMans po liftingu

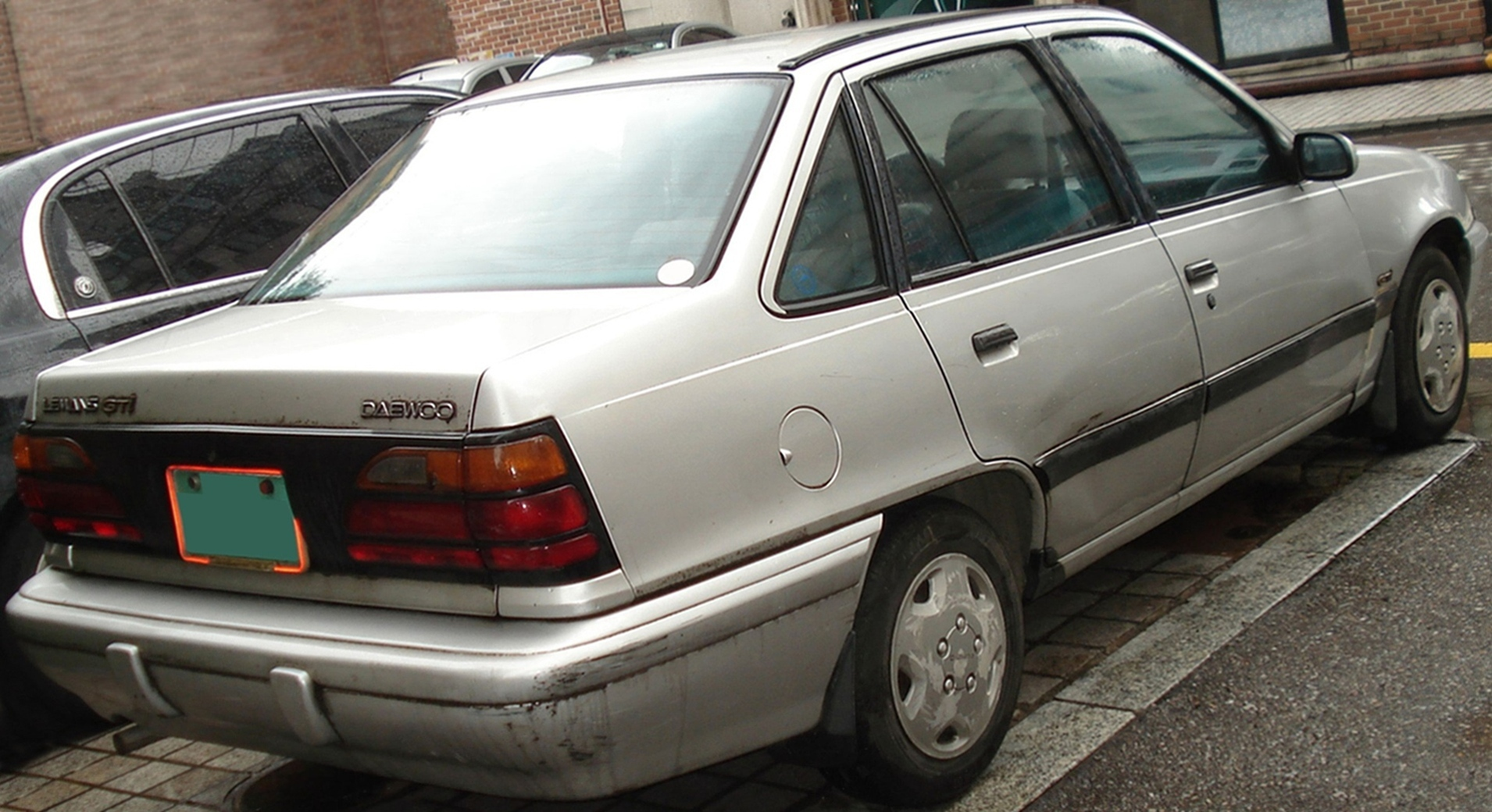
Daewoo LeMans - tył po liftingu

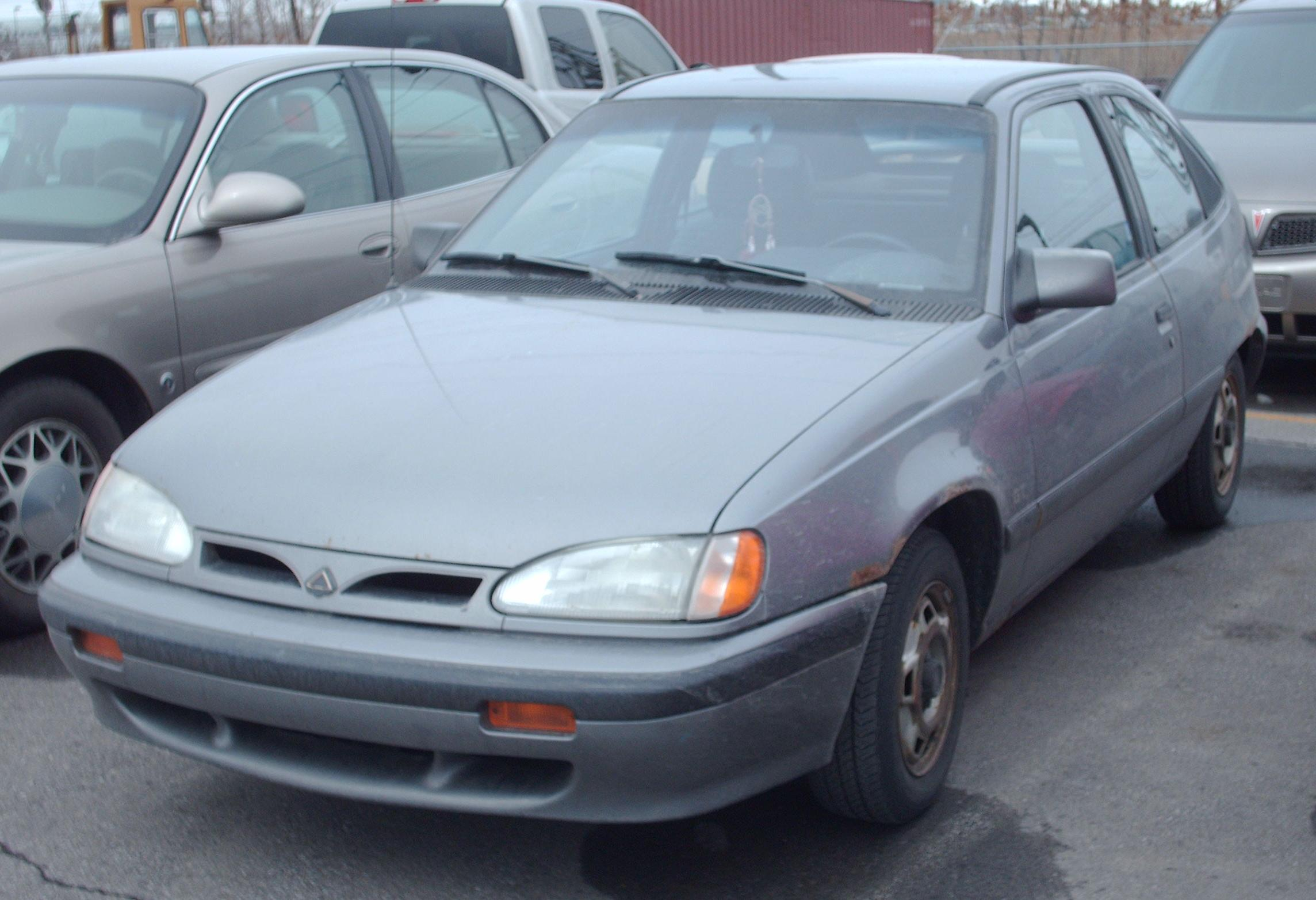
kanadyjska Asüna GT

W ramach szeroko zakrojonej współpracy między Daewoo Motors a General Motors, następca modelu Daewoo Maepsy został kompaktowy model zbudowany na bazie kolejnej generacji Opla Kadetta. Model LeMans trafił do sprzedaży w Korei Południowej w 1986 roku. Samochód był modelem bliźniaczym wobec północnoamerykańskiego Pontiaka LeMansa; w pierwszych latach produkcji oznaczony był logiem marki Pontiac zamiast Daewoo.
Daewoo LeMans oferowany był zarówno jako 3-drzwiowy i 5-drzwiowy hatchback, jak i 4-drzwiowy sedan. Samochód wyróżniał się sylwetką wzbogaconą w liczne kanty, a także charakterystyczne trójkątne okienko między tylnymi drzwiami a klapą bagażnika w wariancie hatchback. Wynosząca mniej niż jedną tonę masa całkowita pojazdu miała zapewniać lekkie prowadzenie i optymalną dynamikę od jednostek napędowych konstrukcji General Motors.

### Lifting
W 1991 roku Daewoo LeMans przeszło gruntowną restylizację nadwozia, która odróżniła go od Opla Kadetta i nadała mu bardziej unikalną stylizację. Pas przedni zyskał bardziej aerodynamiczną stylizację, zyskując bardziej agresywnie ukształtowane reflektory, węższą atrapę chłodnicy i zderzaki w kolorze lakieru. Tylna część nadwozia otrzymała z kolei umieszczoną na zderzaku tablicę rejestracyjną i odblaskowe nakładki na klapie bagażnika stanowiące optyczne poszerzenie lamp.

### Sprzedaż
Daewoo LeMans było eksportowane na liczne globalne rynki, do czego General Motors zastosowało popularną w tym okresie politykę badge engineering. W Tajlandii samochód nosił nazwę Daewoo Fantasy, z kolei na wybranych rynkach Ameryki Południowej oferowano go jako Daewoo Pointer.
Wersja sprzed restylizacji była eksportowana do Kanady jako Passport Optima, z kolei po modernizacji zasiliła ona ofertę innej lokalnej marki Asüna jako Asüna SE dla odmiany sedan i Asüna GT dla wersji hatchback. W sąsiednich Stanach Zjednoczonych samochód oferowano pod zupełnie inną nazwą, jako Pontiac LeMans.
Zmodernizowane LeMans produkowano również na licencji w Chinach pod lokalną marką Guangtong jako Guangtong GTQ5010X wyłącznie w wersji sedan.

### Silniki
- L4 1.5l A15MF
- L4 1.6l G16SF
- L4 2.0l C20LZ

### Wersja europejska

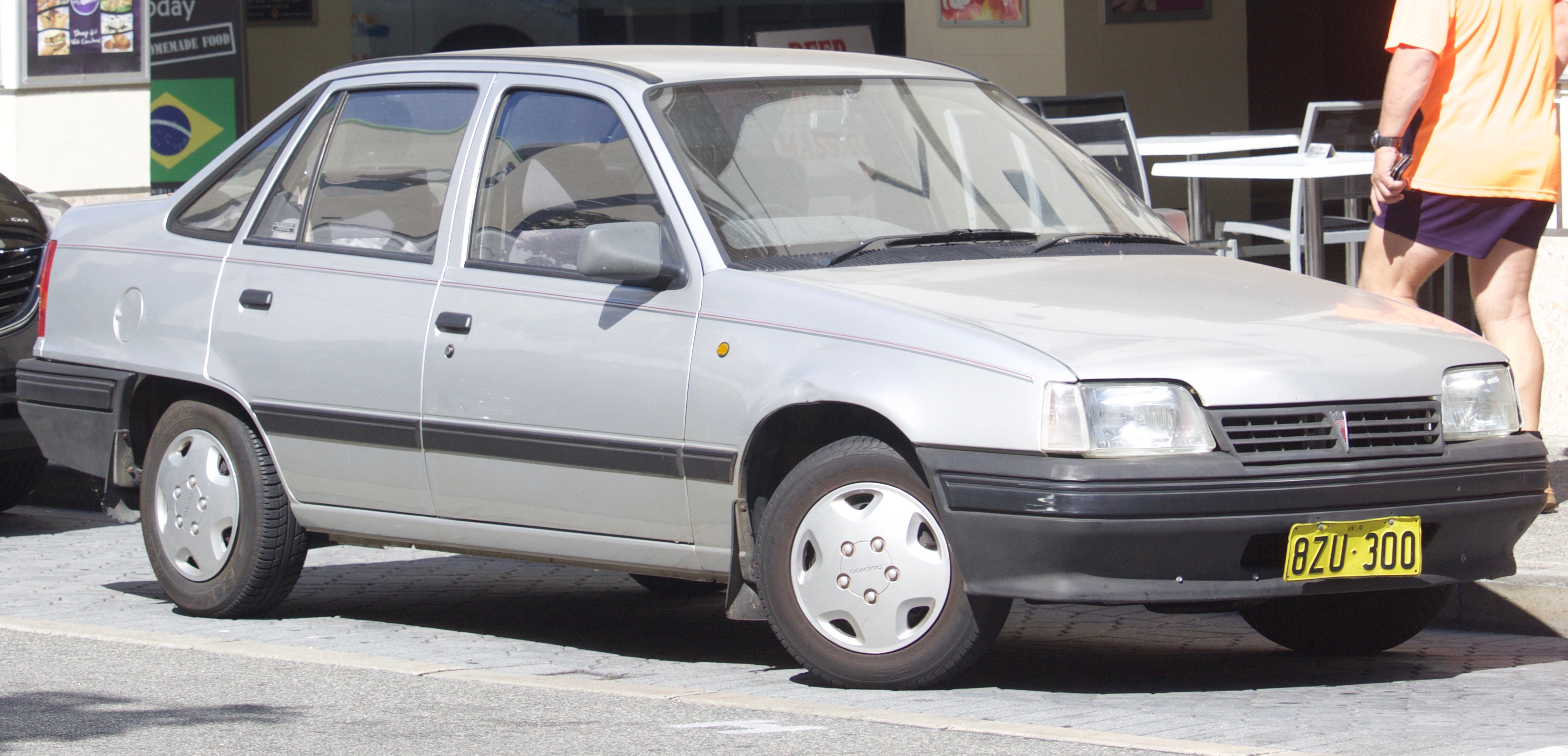
australijskie Daewoo 1.5i Sedan

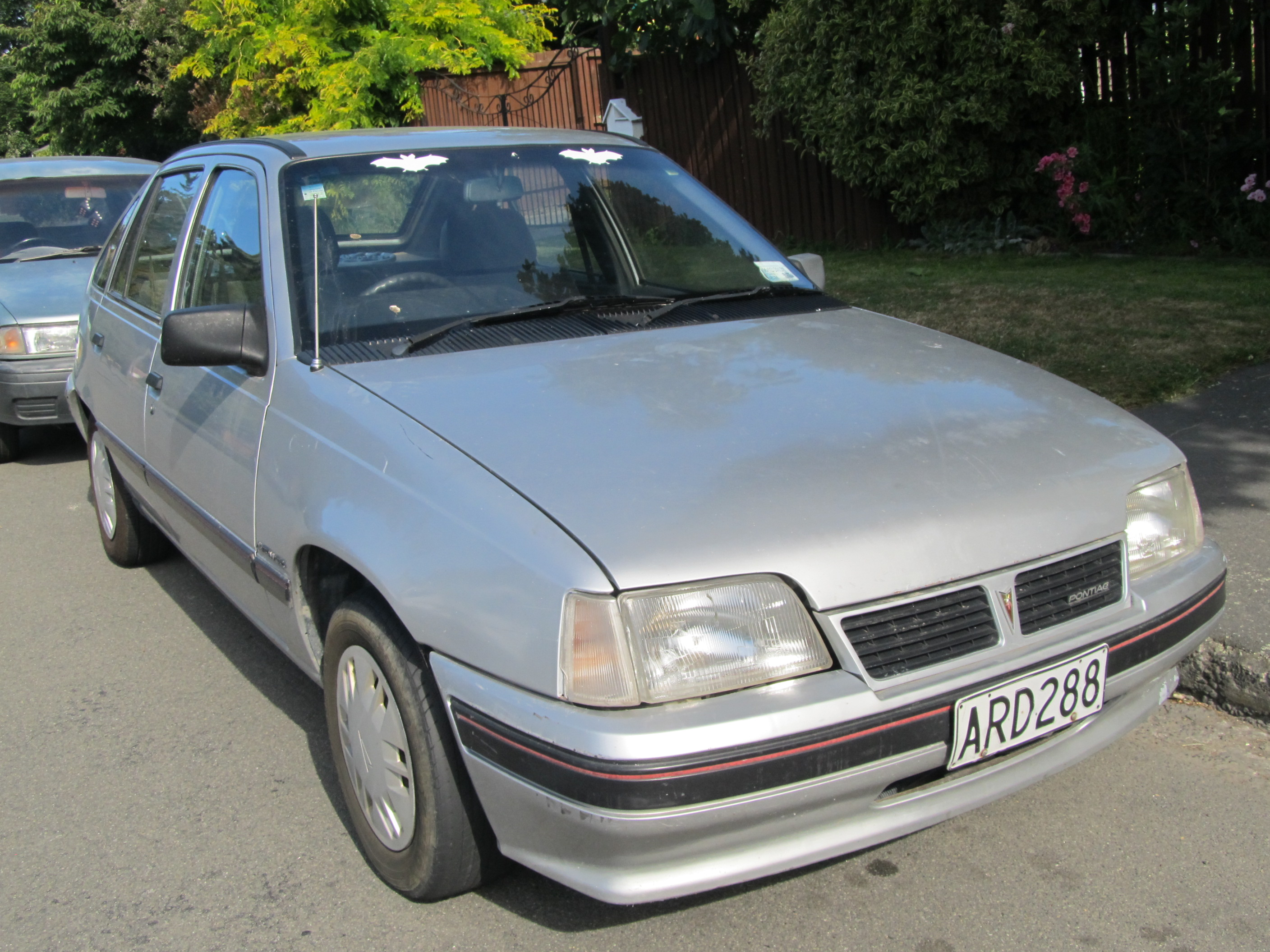
nowozelandzki Pontiac LeMans

Daewoo Racer został zaprezentowany po raz pierwszy w 1988 roku.
Dwa lata po premierze południowokoreańskiego Daewoo LeMans, do sprzedaży w 1988 roku trafiła także europejska odmiana o nazwie Racer, wizualnie bliźniacza wobec równolegle oferowanego Opla Kadetta, odróżniając się od niego jedynie kształtem zderzaków i charakterystycznym logo, które podobnie jak globalny odpowiednik nie było znaczkiem Daewoo, lecz Pontiaka.
Racer oferowany był zarówno jako 3 i 5-drzwiowy hatchback, a także 4-drzwiowy sedan identyczny wizualnie wobec brytyjskiego Vauxhalla Belmonta.

### Sprzedaż
Identyczna wizualnie wobec europejskiego Daewoo Racera była także odmiana sprzedawana w Australii jako Daewoo 1.5i, a także oferowany w sąsiedniej Nowej Zelandii Pontiac LeMans. Gama nadwoziowa na tych rynkach była identyczna zarówno względem tej w Europie, jak i na pozostałych rynkach globalnych. Podobnie do europejskiego Racera, modernizacja z 1991 nie objęła wariantów sprzedawanych na Antypodach.

### Silniki
- L4 1.5l A15MF
- L4 1.6l G16SF
- L4 2.0l C20LZ